# Sigitas Mitkus
Sigitas Mitkus (* 1962, Plungė, Litauen) ist ein litauischer Ingenieur,  Rechtswissenschaftler, Baurechtler, Professor und Leiter des Lehrstuhls für Recht der Fakultät für Wirtschaftsmanagement der Technischen Universität Vilnius (VGTU).

## Leben
Am 26. Juni 1992 promovierte Mitkus an der Vilniaus technikos universitetas in den Ingenieurwissenschaften zum Thema der Planung und der Selektonovation (Automatizuotos statybos genplanų projektavimas ir daugiatikslė selektonovacija) und danach als Assistent und Hochschullehrer. Später absolvierte er das Studium der Rechtswissenschaften in Vilnius und wurde Assistent, Dozent und Professor, Leiter des Lehrstuhls für Recht der Fakultät für Wirtschaftsmanagement der Technischen Universität Vilnius (VGTU). Mitkus ist Autor der Monographie des litauischen Baurechts.
Mitkus spricht Russisch und Englisch.

## Publikationen
- Kommentar des Baugesetzes der Litauischen Republik // Lietuvos Respublikos statybos įstatymo komentaras. 2007. 296 psl.
- Statybos teisė. Norminių teisės aktų rinkinys (CD).
- Baurecht // Statybos teisė, Vilnius: Eugrimas, 2007. 703 p.[3]